# Prima Categoria Umbria 1971-1972
Nella stagione 1971-1972 la Promozione era il quinto livello del calcio italiano (il massimo livello regionale). Tuttavia nel 1971-1972 in Umbria il massimo livello regionale continuò ad essere la Prima Categoria, che venne disputata per la tredicesima volta.
Questo è il girone unico organizzato dal Comitato Regionale Umbro.

## Squadre partecipanti
| Squadra          | Città (provincia)             | Stagione 1970-1971                         |
| ---------------- | ----------------------------- | ------------------------------------------ |
| Assisi           | Assisi (PG)                   | 7° in Prima Categoria Umbria               |
| Bastia           | Bastia Umbra (PG)             | 15° in Prima Categoria Umbria              |
| Clitunno         | Campello sul Clitunno (PG)    | 9° in Prima Categoria Umbria               |
| Cortona Camucia  | Cortona (AR)                  | 1° in Seconda Categoria Umbria/A, promosso |
| Deruta           | Deruta (PG)                   | 2° in Prima Categoria Umbria               |
| Grifo Cannara    | Cannara (PG)                  | 8° in Prima Categoria Umbria               |
| Gualdo           | Gualdo Tadino (PG)            | 6° in Prima Categoria Umbria               |
| Narnese          | Narni (TR)                    | 2° in Prima Categoria Umbria               |
| Nestor           | Marsciano (PG)                | 2° in Prima Categoria Umbria               |
| Orvietana        | Orvieto (TR)                  | 9° in Prima Categoria Umbria               |
| Ortana           | Orte (VT)                     | 9° in Prima Categoria Umbria               |
| Ponte Felcino    | Ponte Felcino di Perugia      | 13° in Prima Categoria Umbria              |
| Pontevecchio     | Ponte San Giovanni di Perugia | 9° in Prima Categoria Umbria               |
| SI.LA. San Sisto | San Sisto di Perugia          | 1° in Seconda Categoria Umbria/B, promosso |
| Tavernelle       | Tavernelle di Panicale (PG)   | 14° in Prima Categoria Umbria              |
| Todi             | Todi (PG)                     | 5° in Prima Categoria Umbria               |

## Classifica finale
|  | Pos. | Squadra          | Pt | G  | V  | N  | P  | GF | GS | DR  |
|  | ---- | ---------------- | -- | -- | -- | -- | -- | -- | -- | --- |
|  | 1.   | Orvietana        | 50 | 30 | 21 | 8  | 1  | 48 | 11 | +37 |
|  | 2.   | Narnese          | 47 | 30 | 20 | 7  | 3  | 57 | 19 | +38 |
|  | 3.   | Pontevecchio     | 44 | 30 | 18 | 8  | 4  | 42 | 19 | +23 |
|  | 4.   | Grifo Cannara    | 33 | 30 | 10 | 13 | 7  | 34 | 22 | +12 |
|  | 4.   | Nestor           | 33 | 30 | 10 | 13 | 7  | 28 | 25 | +3  |
|  | 4.   | Ortana           | 33 | 30 | 12 | 9  | 9  | 33 | 32 | +1  |
|  | 7.   | Cortona Camucia  | 32 | 30 | 11 | 10 | 9  | 39 | 30 | +9  |
|  | 9.   | Todi             | 30 | 30 | 9  | 12 | 9  | 28 | 28 | 0   |
|  | 9.   | Tavernelle       | 30 | 30 | 10 | 10 | 10 | 34 | 43 | -9  |
|  | 10.  | Deruta           | 29 | 30 | 9  | 11 | 10 | 31 | 31 | 0   |
|  | 11.  | Ponte Felcino    | 25 | 30 | 5  | 15 | 10 | 29 | 34 | -5  |
|  | 12.  | Gualdo           | 23 | 30 | 7  | 9  | 14 | 27 | 40 | -13 |
|  | 13.  | SI.LA. San Sisto | 21 | 30 | 6  | 9  | 15 | 24 | 39 | -15 |
|  | 14.  | Assisi           | 20 | 30 | 6  | 8  | 16 | 22 | 38 | -16 |
|  | 15.  | Bastia           | 16 | 30 | 3  | 10 | 17 | 24 | 53 | -29 |
|  | 16.  | Clitunno         | 14 | 30 | 5  | 4  | 21 | 24 | 61 | -37 |

Legenda:

      Promossa in Serie D 1972-1973.
      Retrocessa in Seconda Categoria Umbria 1972-1973.
Regolamento:

Due punti a vittoria, uno a pareggio, zero a sconfitta.
Pari merito in caso di pari punti.
Spareggio in caso di pari punti fra le prime classificate.
Differenza reti in caso di parità di punti in zona retrocessione.
Note:

Il Bastia, retrocesso, non riesce ad iscriversi in Seconda Categoria Umbria a causa di gravi problemi economici. Dopo il fallimento e la revoca dell'affiliazione, viene rifondata una nuova società, che nella stagione 1973-74 si iscrive in Terza Categoria.